# Lhota (Polsko)
Lhota (polsky Ligota, německy Ellgoth) je vesnice v jižním Polsku ve Slezském vojvodství v okrese Bílsko-Bělá v gmině Čechovice-Dědice. Leží na území Těšínského Slezska na soutoku Jilovnice, Jasenice a Vápenice. Ke dni 31. prosince 2014 zde žilo 4702 obyvatel, rozloha obce činí 14 km².
Jedná se o poměrně velkou obec, která se skládá ze tří částí: vlastní Lhota (Ligota), Burzej a Miliardovice (Miliardowice). Lhota, dále rozdělená na řadu osad, je historické centrum vesnice s kostelem a zámkem, v současnosti jižní část starostenství s  1470 obyvatel (2014), tedy necelou třetinou celkového počtu. Burzej se nachází v severovýchodní části podél silnice do Čechovic-Dědic, bydlelo zde v roce 2014 1038 obyvatel (22 %).
46 % občanů Lhoty (2 205 osob) obývá Miliardovice – ležící na sever od řeky Jilovnice kompaktní sídliště rodinných domů založené ve 20. letech 20. století pro zaměstnance seřaďovacího nádraží Zabrzeg-Czarnolesie. Název pochází z toho, že vzniklo na vykácených pozemcích odkoupených od velkostatkáře za miliardy během hyperinflace v roce 1923. Miliardovice mají vlastní farnost, školu nebo kulturní dům a objevují se snahy o jejich osamostatnění.
Lhota se nachází na území rybníkářské oblasti zvané Žabí kraj. Dvě velké rybniční soustavy, včetně největšího rybníka Hałcnowiec (47 ha), oddělují Burzej od zbytku obce.
První písemná zmínka o vesnici pochází z roku 1452. Od roku 1572 byla součástí bílského stavovského panství (později knížectví). K místním památkám patří zámeček Czaderských z konce 18. století a klasicistní kostel Boží prozřetelnosti postavený roku 1806.
Veřejnou dopravu zajišťují tři autobusové linky MHD Čechovice-Dědice.